# Большекрасноярское сельское поселение
Большекрасноярское се́льское поселе́ние — муниципальное образование в Омутинском районе Тюменской области Российской Федерации.
Административный центр — село Большой Краснояр.

## История
Статус и границы сельского поселения установлены Законом Тюменской области от 5 ноября 2004 года № 263 «Об установлении границ муниципальных образований Тюменской области и наделении их статусом муниципального района, городского округа и сельского поселения».

## Население
| 2010  | 2011  | 2012  | 2013  | 2014  | 2015  | 2016  |
| ----- | ----- | ----- | ----- | ----- | ----- | ----- |
| 1094  | ↘1093 | ↘1064 | ↘1034 | ↘1019 | ↘1007 | ↗1012 |
| 2017  | 2018  | 2019  | 2020  | 2021  |       |       |
| ↘1004 | ↘1002 | ↘995  | ↘979  | ↘952  |       |       |

## Состав сельского поселения
| № | Населённый пункт | Тип населённого пункта       | Население |
| - | ---------------- | ---------------------------- | --------- |
| 1 | Большой Краснояр | село, административный центр | 876       |
| 2 | Красноярская     | деревня                      | 86        |
| 3 | Малый Краснояр   | деревня                      | 43        |
| 4 | Томская          | деревня                      | 83        |